# Єнакієвський аероклуб
Єнакієвський аероклуб — навчальний заклад для підготовки льотчиків, парашутистів, планеристів (1933—1942).

## Історія

Курсанти Єнакіївського аероклубу, 1938 р.

Аероклуб виник в 1933 році, коли в місто прибули перші літаки У-2. Не вистачало льотного складу. Першим начальником був Кузьменко з Дебальцевого. Першим льотчиком-інструктором — Василь Михайлович Фомічов.
В Єнакієвському аероклубі починали з нуля: не було ні льотчиків, ні приміщень, тільки два У-2 і два техніка. Незабаром за допомогою комсомольців міста побудували дерев'яний ангар. Наприкінці 1933 року було скомплектовано перші льотні групи, почалися теоретичні заняття курсантів.
У 1935 році був побудований з металоконструкцій ангар, комендантське приміщення, пізніше замість двох кімнат вся колишня синагога стала навчальним корпусом. У 1936 році зробили перший повноцінний набір курсантів, до першотравневих свят він вперше отримав форму. В 1936 році був побудований ангар на 10 літаків.
Пізніше підприємства стали набувати літаки, наприклад, шахти «Юнком» і «Червоний Жовтень». Там було відкрито філії клубу. Навчальні польоти проводилися в районі станції Хацапетівка. За період існування аероклубу в ньому отримали льотну підготовку близько 400 льотчиків, 10 із них стали Героями Радянського Союзу.
У 1941 році, на самому початку війни, аероклуб евакуювали в шахтарське селище Донбаровку в Казахстані. У 1942 році аероклуб розформували, більшість його членів були направлені в льотно-морську школу під Куйбишевим.

## Герої Радянського Союзу— випускники аероклубу
- Береговий Георгій Тимофійович